# Nikolaj Sjisjkin
Nikolaj Pavlovitj Sjisjkin (ryska: Николай Павлович Шишкин), född 11 augusti 1830 i Jaroslavl, död 11 november 1902 i Gattjina, var en rysk diplomat.
Sjisjkin skötte 1859–68 olika diplomatiska uppdrag på Balkanhalvön, blev envoyé 1875 i Washington, D.C., 1880 i Aten och 1884 i Stockholm, där han stannade till 1891. Samma år kallades han till utrikesministern Nikolaj von Giers adjoint, stod i spetsen för utrikesministeriet under dennes sjukdom och efter Aleksej Lobanov-Rostovskijs plötsliga bortgång (1896) samt betraktades allmänt som dennes efterträdare, men fick vika för Michail Muravjov. År 1897 utnämndes han till ledamot av riksrådet.